# Louise Bénédicte van Bourbon

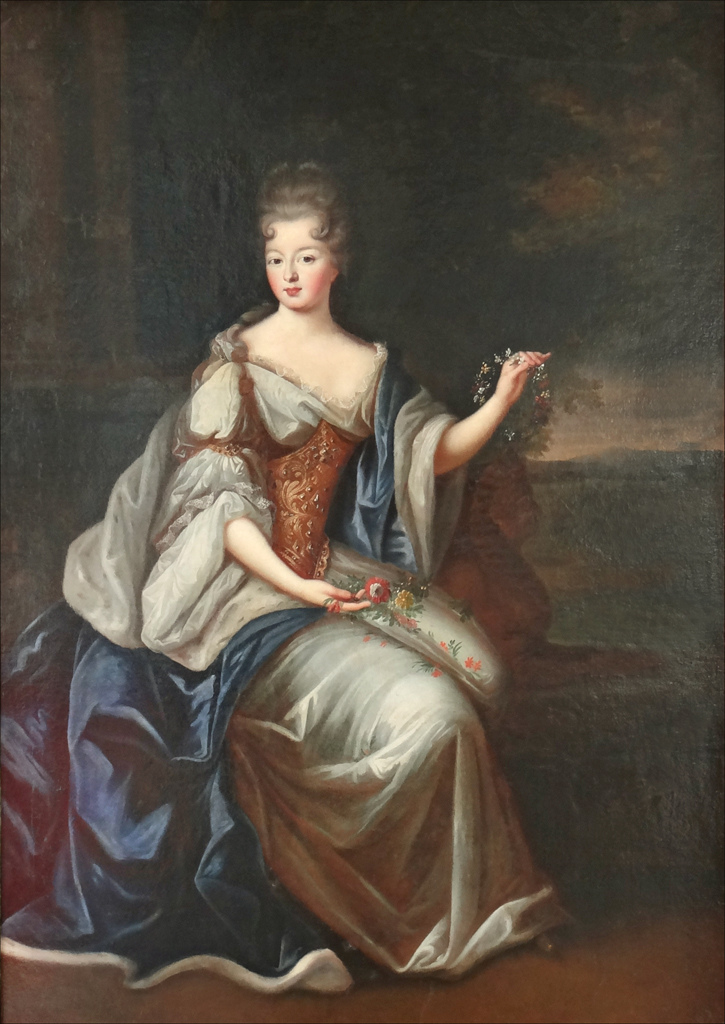
Louise Bénédicte van Bourbon

Anne Louise Bénédicte van Bourbon (Parijs, 8 november 1676 — aldaar, 23 januari 1753) was een dochter van Hendrik III Julius van Bourbon-Condé, eerste prins van den bloede, en Anne Henriëtte van de Palts.
Zij werd in haar jeugd Mademoiselle d’Enghien en later Mademoiselle de Charolais genoemd. Koning Lodewijk XIV van Frankrijk dwong haar met zijn bastaardzoon Lodewijk August van Bourbon, hertog van Maine, te huwen. Een dergelijk huwelijk was beneden haar stand maar werd goedgemaakt met schitterende geschenken zoals het kasteel van Sceaux.
Op het kasteel hield de hertogin een prachtig hof en ontving zij vooraanstaande kunstenaars en geleerden als Voltaire, la marquise Émilie du Châtelet, la marquise du Deffand, Fontenelle, Montesquieu, d'Alembert, Hénault, kardinaal de Bernis en Jean-Baptiste Rousseau. Zij stichtte de Orde van de Bij.

## Kinderen
- een dochter, "Mademoiselle de Dombes" (11 september 1694 - 15 september 1694);
- Louis Constantin de Bourbon, prins van Dombes (17 november 1695 - 28 september 1698)
- een dochter, "Mademoiselle d'Aumale" (21 december 1697 - 24 augustus 1699)
- Louis Auguste II, soeverein vorst van Dombes (4 maart 1700 - 1 oktober 1755)
- Louis-Charles, graaf van Eu, soevereine prins van Dombes (15 oktober 1701 - 13 juli 1775)
- Charles, duc d'Aumale (31 maart 1704 - september 1708)
- Louise-Françoise, "Mademoiselle du Maine" (4 december 1707 - 19 augustus 1743).